# مانتاس كالنيتيس
مانتاس كالنيتيس (بالليتوانية: Mantas Kalnietis)‏ مواليد 6 سبتمبر 1986 في كاوناس، الجمهورية الليتوانية السوفيتية الاشتراكية، هو لاعب كرة سلة ليتواني. بدأ مسيرته الاحترافية في سنة 2003. يلعب مع فريق أولمبيا ميلانو كلاعب هجوم خلفي. يحمل الرقم 9. يبلغ طوله 6 قدم 5 بوصة (2.0 م). مثّل منتخب بلاده. شارك في دورة الألعاب الأولمبية الصيفية سنة 2012. حقق المركز الثاني في بطولة أمم أوروبا لكرة السلة 2013.

## المسيرة الاحترافية
لعب مع زالغيريس لكرة السلة من سنة 2006 إلى 2012، ثم لعب مع لوكوموتيف كوبان في الدوري الروسي من سنة 2012 إلى 2015، ثم لعب مع أولمبيا ميلانو في الدوري الإيطالي في سنة 2016.

## سجل المنافسة
شارك في المنافسات التالية:
- بطولة أمم أوروبا لكرة السلة 2013
- بطولة أمم أوروبا لكرة السلة 2015
- الألعاب الأولمبية الصيفية 2012
- الألعاب الأولمبية الصيفية 2016

## الميداليات
| الميدالية | المسابقة                         |
| --------- | -------------------------------- |
| برونزية   | بطولة كأس العالم لكرة السلة 2010 |
| فضية      | بطولة أمم أوروبا لكرة السلة 2013 |

## إحصائيات المسيرة

### الدوري الأوروبي
| السنة   | الفريق              | لعب | بدأ | دقيقة | ميداني% | ثلاثية | حرة  | ارتداد | صنع | استلاب | تصدي | نقطة | أداء |
| ------- | ------------------- | --- | --- | ----- | ------- | ------ | ---- | ------ | --- | ------ | ---- | ---- | ---- |
| 2005–06 | زالغيريس لكرة السلة | 4   | 1   | 16.2  | .647    | .333   | .333 | 1.8    | 2.0 | 1.3    | .5   | 6.8  | 8.5  |
| 2006–07 | زالغيريس لكرة السلة | 13  | 1   | 12.5  | .655    | .333   | .500 | 1.2    | 1.3 | .8     | .1   | 4.0  | 4.2  |
| 2007–08 | زالغيريس لكرة السلة | 16  | 0   | 7.2   | .500    | .167   | .444 | .7     | .8  | .1     | .0   | 1.6  | 1.1  |
| 2008–09 | زالغيريس لكرة السلة | 10  | 6   | 24.4  | .481    | .310   | .727 | 2.3    | 3.0 | 1.3    | .2   | 8.5  | 7.3  |
| 2009–10 | زالغيريس لكرة السلة | 16  | 16  | 30.1  | .264    | .275   | .800 | 2.8    | 3.6 | 1.0    | .2   | 9.0  | 10.2 |
| 2010–11 | زالغيريس لكرة السلة | 15  | 7   | 22.1  | .588    | .371   | .750 | 2.3    | 1.9 | .2     | .1   | 9.1  | 8.7  |
| 2011–12 | زالغيريس لكرة السلة | 16  | 12  | 22.1  | .520    | .222   | .636 | 2.5    | 3.7 | .6     | .1   | 7.6  | 7.6  |
| 2013–14 | لوكوموتيف كوبان     | 24  | 19  | 28.1  | .575    | .250   | .658 | 3.0    | 4.8 | 1.0    | .1   | 9.4  | 11.8 |
| المسيرة |                     | 90  | 62  | 20.3  | .571    | .283   | .667 | 2.1    | 2.4 | .6     | .1   | 6.6  | 8.1  |

## روابط خارجية
- مانتاس كالنيتيس على موقع الاتحاد الدولي لكرة السلة (الإنجليزية)
- مانتاس كالنيتيس على موقع الدوري الأوروبي لكرة السلة (الإنجليزية)
- مانتاس كالنيتيس على موقع كرة السلة الأوروبية.كوم (الإنجليزية)
- مانتاس كالنيتيس على موقع ريلجم (الإنجليزية)
- مانتاس كالنيتيس على موقع بروبوليرز (الإنجليزية)
- مانتاس كالنيتيس على موقع سبورتس رفرنس (الإنجليزية)
- مانتاس كالنيتيس على موقع أوليمبيديا (الإنجليزية)
- مانتاس كالنيتيس على موقع اللجنة الأولمبية الليتوانية (الليتوانية)